# (5996) Julioangel
(5996) Julioangel es un asteroide perteneciente al cinturón de asteroides, región del sistema solar que se encuentra entre las órbitas de Marte y Júpiter, descubierto el 11 de julio de 1983 por Edward Bowell desde la Estación Anderson Mesa (condado de Coconino, cerca de Flagstaff, Arizona, Estados Unidos).

## Designación y nombre
Designado provisionalmente como 1983 NR. Fue nombrado Julioangel en homenaje al astrónomo uruguayo Julio Angel Fernández, de la Universidad de la República, Montevideo. Es un destacado dinámicoista que ha trabajado en la evolución de las órbitas de los cometas y la dispersión planetesimal en el sistema solar exterior, incluida la formación de la Nube de Oort. Su trabajo ha llevado a algunas de las primeras indicaciones claras de la existencia del cinturón transneptuniano. Desde 1985 ha contribuido al restablecimiento de la astronomía uruguaya al educar a un grupo vigoroso de jóvenes científicos y dinámicos planetarios.

## Características orbitales
Julioangel está situado a una distancia media del Sol de 2,556 ua, pudiendo alejarse hasta 2,897 ua y acercarse hasta 2,214 ua. Su excentricidad es 0,133 y la inclinación orbital 15,45 grados. Emplea 1492,83 días en completar una órbita alrededor del Sol.

## Características físicas
La magnitud absoluta de Julioangel es 12,5. Tiene 8,584 km de diámetro y su albedo se estima en 0,219. 